# Грандијеви редови
У математици, бесконачан ред {\displaystyle 1-1+1-1+\dotsb }, написан и као
{\displaystyle \sum _{n=0}^{\infty }(-1)^{n}}

## Доказ помоћу интеграла
За доказивање помоћу интеграла, потражићемо неодређени интеграл функције {\displaystyle e^{x}f(x)} у односу на променљиву {\displaystyle x}. За било коју функцију {\displaystyle f} понављаћемо парцијалну интеграцију, са {\displaystyle {\frac {dv}{dx}}=e^{x}} и {\displaystyle u=f(x),f'(x),f''(x),\dotsc }:
{\displaystyle {\begin{aligned}\int e^{x}f(x)\,dx&=e^{x}f(x)-\int e^{x}f'(x)\,dx\\&=e^{x}f(x)-e^{x}f'(x)+\int e^{x}f''(x)\,dx\\&=e^{x}(f(x)-f'(x)+f''(x)-f'''(x)+\dotsb )+C\end{aligned}}}
Овде је {\displaystyle C} константа интеграције.
Узмимо да је {\displaystyle f(x)=\sin x} добићемо резултат који ће помоћи за решавање Грандијевог реда {\displaystyle G=1-1+1-1+\dotsb }:
{\displaystyle {\begin{aligned}\int e^{x}\sin x\,dx&=e^{x}(\sin x-\cos x-\sin x+\cos x+\sin x-\cos x-\sin x+\cos x+\dotsb )\\&=e^{x}(\sin x\cdot (1-1+1-1+\dotsb )+\cos x\cdot (-1+1-1+1+\dotsb ))+C\\&=Ge^{x}(\sin x-\cos x)+C\end{aligned}}}
Можемо и проширити интеграл коришћењем парцијалне интеграције  {\displaystyle {\frac {dv}{dx}}=e^{x}} и {\displaystyle u=\sin {x},\cos {x}}. Посматрамо интеграл као функцију  {\displaystyle I} и видимо да имамо исти интеграл на обе стране једначине и додајемо {\displaystyle I} обема странама и поделимо их двојком. Симболички:
{\displaystyle {\begin{aligned}I&=\int e^{x}\sin x\,dx\\&=e^{x}\sin x-\int e^{x}\cos x\,dx\\&=e^{x}\sin x-e^{x}\cos x-\int e^{x}\sin x\,dx\\&=e^{x}\sin x-e^{x}\cos x-I\\&={\frac {e^{x}(\sin x-\cos x)}{2}}+C\end{aligned}}}
Поређење резултата проширеног интеграла коришћењем обе методе{\displaystyle \int e^{x}\sin x\,dx=Ge^{x}(\sin {x}-\cos x)+C={\frac {e^{x}(\sin {x}-\cos {x})}{2}}+C} и ове  {\displaystyle G=1-1+1-1+\dotsb ={\frac {1}{2}}}.

## Доказ помоћу 1 / x реда
Ред:
{\displaystyle 1/x=1-(x-1)+(x-1)^{2}-(x-1)^{3}+(x-1)^{4}-...}
Је прилично лако доказати. Прво, помножимо све x-ом. На левој страни, добијамо 1, а на десној страни представићемо х као (x - 1) + 1. Помножимо ред  (x - 1) и 1 одвојено и додамо два заједно.
{\displaystyle 1=(x-1)-(x-1)^{2}+(x-1)^{3}-(x-1)^{4}+...+1-(x-1)+(x-1)^{2}-(x-1)^{3}+...}
Сви термини осим 1 се поништавају, и дају:
{\displaystyle 1=1}
Примењујући овај ред за 2 добијамо:
{\displaystyle 1/2=1-1+1-1+1-...}

## Неригорозне методе
Један очигледан метод за напад реда
1 − 1 + 1 − 1 + 1 − 1 + 1 − 1 + ...
је да га третирамо као извучени ред и обавимо одузимање на месту:
(1 − 1) + (1 − 1) + (1 − 1) + ... = 0 + 0 + 0 + ... = 0.
Са друге стране, сличан поступак доводи до наизглед контрадикторног резултата
1 + (−1 + 1) + (−1 + 1) + (−1 + 1) + ... = 1 + 0 + 0 + 0 + ... = 1.
Посматрајући Грандијев ред као дивергентни геометријски ред, можемо користити исте алгебарске методе да проширимо конвергентни геометријски ред да добијемо трећу вредност:
С = 1 − 1 + 1 − 1 + ..., тако да је
1 − С = 1 − (1 − 1 + 1 − 1 + ...) = 1 − 1 + 1 − 1 + ... = С,
одакле добијамо да је С = 1/2. Исти закључак произлази из обрачуна −С, одузимањем резултата од С, и решавањем 2С = 1.
- Ред 1 − 1 + 1 − 1 + ... нема збир.[1][2]
- ...али његов збир би требало да буде 1/2.[2]

Формула за сабирање до бесконачност Геометријског реда је  {\displaystyle {\frac {a}{1-r}}}, иако деривација за суму важи само када је {\displaystyle |r|<1} (као и са модулом r мање од један, онда ће термини низа пасти на нулу како n расте и ред конвергира) формула још увек ради за r= -1.
За случај када је {\displaystyle G=1-1+1-1...} са {\displaystyle a=1} и {\displaystyle r=-1}, збир до бесконачности G је{\displaystyle {\frac {a}{1-r}}={\frac {1}{1--1}}={\frac {1}{2}}} и {\displaystyle G=1-1+1-1...} конвергира до {\displaystyle {\frac {1}{2}}}

## Дивергенција
{\displaystyle 1+1+1+1+1-1-1+1+1-1-1+1+1-1-1+1+1\cdots }